# Graham Russell
Cyril Graham Russell (Nottingham; 11 de junio de 1950) es un cantautor, músico y compositor inglés, popular por su participación en el dúo de soft rock inglés-australiano Air Supply.
En 1973, junto al cantante Russell Hitchcock, formó el dúo Air Supply en Australia, especializándose en música romántica y baladas, de las que destacan "Lost in Love", "All Out Of Love", "Every Woman In The World", "Even the Nights Are Better", "The One That You Love", "Goodbye" y "Making Love Out of Nothing at All", logrando gran notoriedad comercial por más de cuarenta años.

## Carrera
En 1975, Graham conoció a Russell Hitchcock en una función de la ópera Jesucristo Superstar. Empezaron a cambiar impresiones musicales y terminaron formando el dúo Air Supply. En 1979 la banda firma su primer contrato con Arista Records. El sencillo "Lost In Love" logró escalar al Top 3 en mayo de 1980 en los Estados Unidos. 
Con Air Supply ha grabado exitosos álbumes como The Vanishing Race, News from Nowhere y The Book of Love.

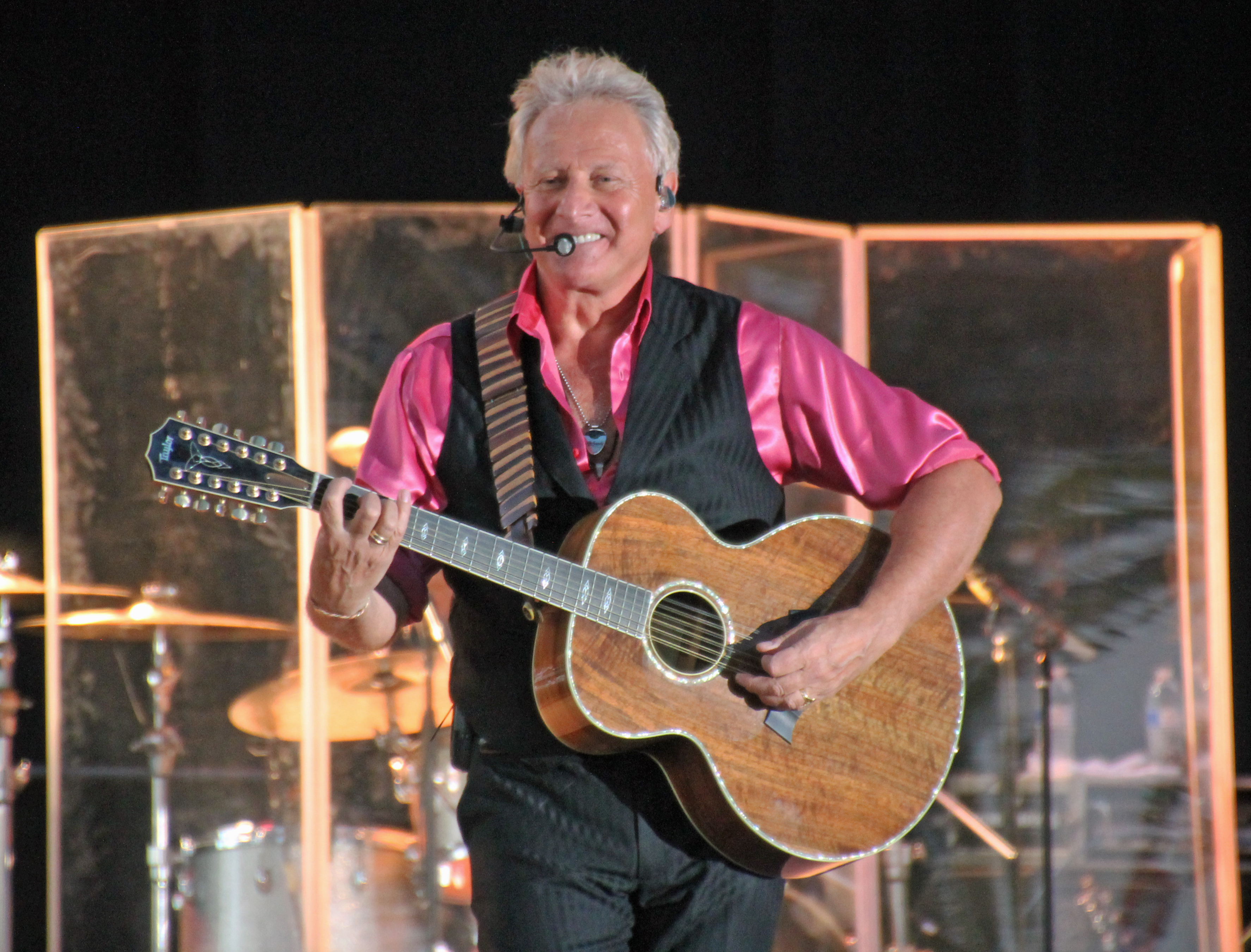
Russell en el 2015.

## Discografía

### Air Supply
- 1976: Air Supply
- 1977: The Whole Thing's Started
- 1977: Love & Other Bruises
- 1979: Life Support
- 1980: Lost in Love
- 1981: The One That You Love
- 1982: Now and Forever
- 1985: Air Supply
- 1986: Hearts In Motion
- 1987: The Christmas Album
- 1991: The Earth Is...
- 1993: The Vanishing Race
- 1995: News From Nowhere
- 1997: The Book of Love
- 2001: Yours Truly
- 2003: Across The Concrete Sky
- 2010: Mumbo Jumbo

### Solista
- 2007: The Future